# Sint-Michielskerk (Zuienkerke)

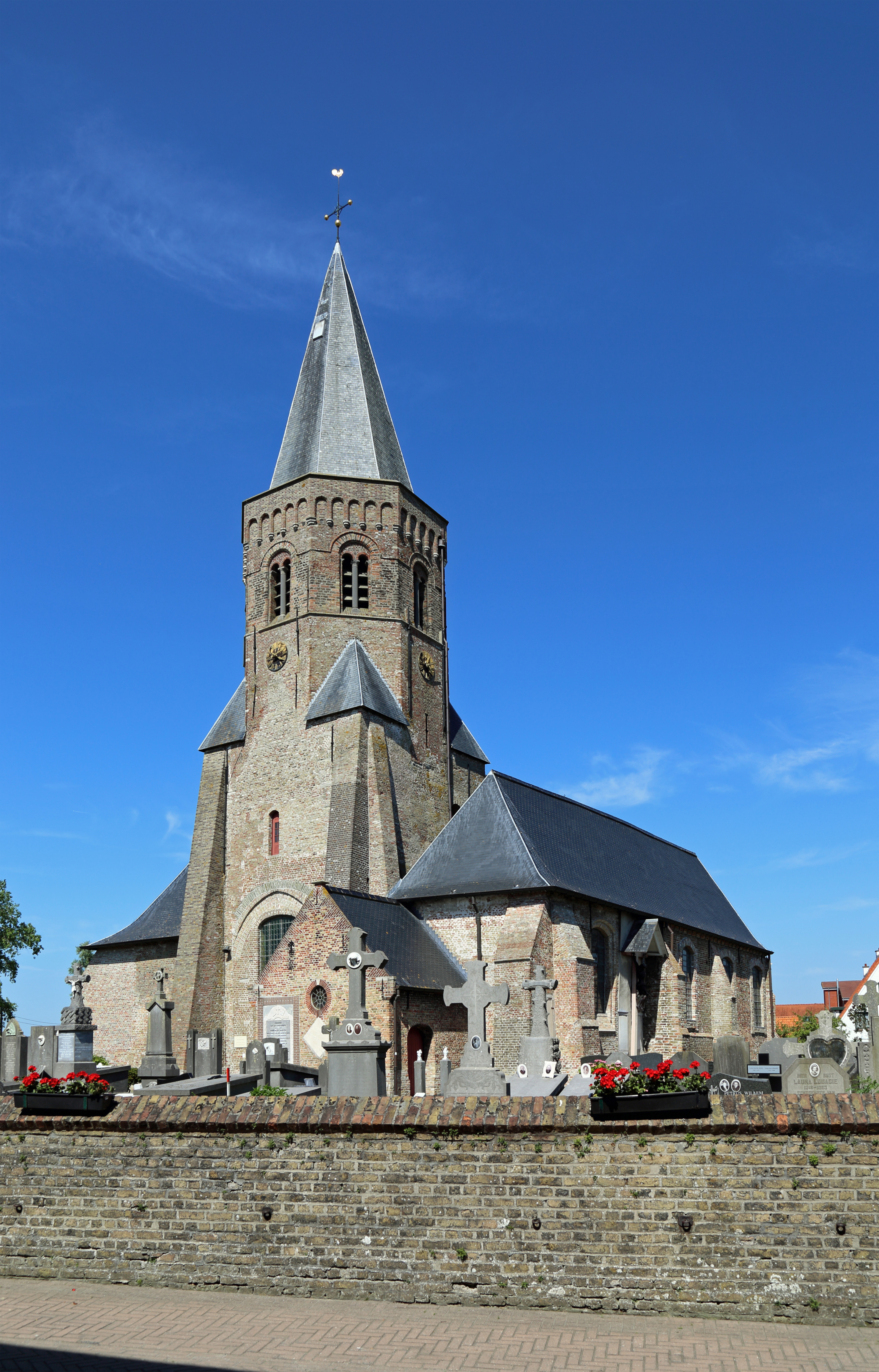
Sint-Michielskerk

De Sint-Michielskerk is de parochiekerk van de West-Vlaamse plaats Zuienkerke, gelegen aan de Nieuwe Steenweg.

## Geschiedenis
Waarschijnlijk werd Zuienkerke in de 10e eeuw een zelfstandige parochie. Deze splitste zich af van die van Sint-Andries (Brugge), welke op haar beurt van de parochie van Snellegem is afgesplitst. Omstreeks 1100 verkreeg het Sint-Donaaskapittel te Brugge het patronaatsrecht. Aanvankelijk was er een eenvoudige hulpkerk van de parochie van Uitkerke, en omstreeks 1300 kwam er een laatromaanse basilicale kruiskerk waarvan de torenvoet bewaard is gebleven. Eind 13e eeuw werd de kerk naar gotische trant verbouwd. Toen omstreeks 1570 de godsdienstoorlogen uitbraken werd de kerk verwoest. In de 17e eeuw werd de kerk hersteld. Van 1615-1618 werden koor en sacristie in barokstijl hersteld. In 1627 was de toren hersteld. In 1698 werd het hele westelijke deel van de kerk, dat in vervallen toestand verkeerde, gesloopt. De vieringtoren werd nu een westtoren. Vermoedelijk was dit het gevolg van een plaatselijke blikseminslag.

## Gebouw
Het betreft een hallenkerk waarbij de ingebouwde toren een vierkante onderbouw (van omstreeks 1300) en een achtkante bovenbouw (15e eeuw) in tufsteen heeft, die met een achtkante spits wordt gedekt.
De kerk is omringd door een kerkhof.

## Interieur
Het kerkmeubilair is in barokstijl en rococostijl. Het hoogaltaar en het noordelijk zijaltaar, gewijd aan Onze-Lieve-Vrouw, zijn van 1642. Het zijdelijk zijaltaar, gewijd aan Sint-Cornelius, is van 1846-1848. De communiebank is van 1730 en de biechtstoelen zijn van 1718 en 1729, uitgevoerd in Lodewijk XIV-stijl. Het orgel, vermoedelijk gebouwd door Dominicus Berger, is van 1789 en de orgelkast werd uitgevoerd in Lodewijk XV-stijl. Het is vermoedelijk afkomstig uit een door de Fransen opgeheven klooster. Er is een 17e-eeuws schilderij, voorstellend Onze-Lieve-Vrouw met Kind, in een medaillon met vruchten en bloemen.

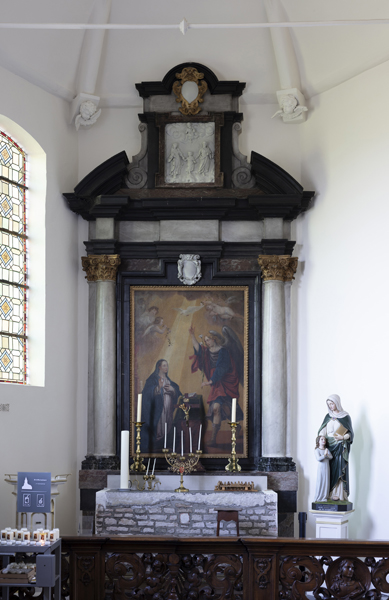
Noordelijk zijaltaar
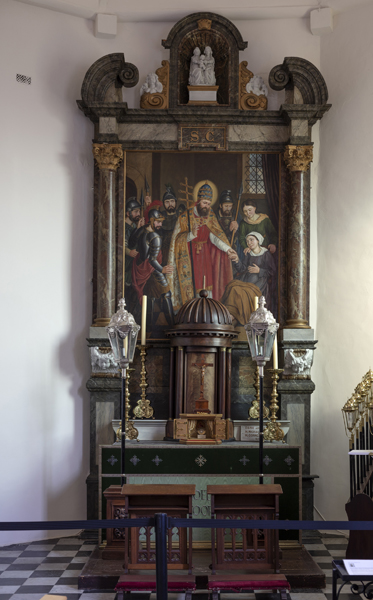
Cornelius-altaar
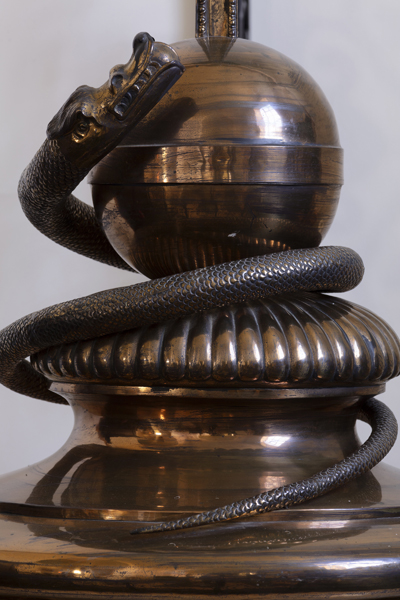
Doopvont
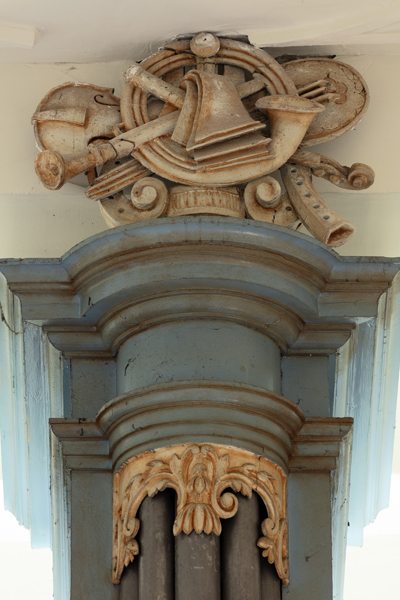
Orgel
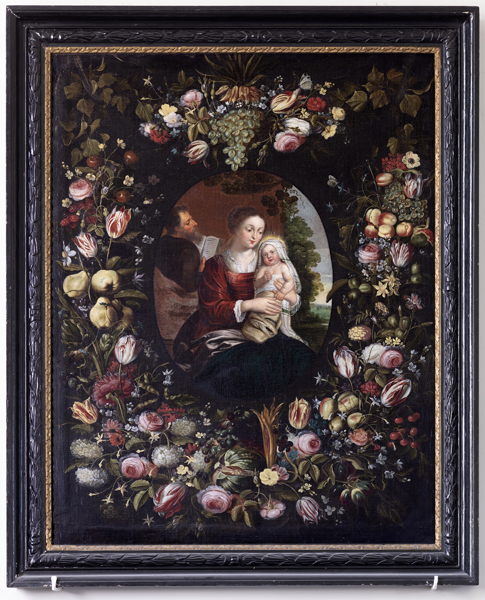
H. Familie in bloemenkrans

1. ↑  Rijksarchief Brugge. Brugse Vrije, registers. nr. 40. f° 340 r.